# Acalolepta romblonica
Acalolepta romblonica là một loài bọ cánh cứng trong họ Cerambycidae.